# 358675 Bente
358675 Bente este o planetă minoră (asteroid) din centura de asteroizi. A fost descoperită pe 16 decembrie 2007 la Uccle de Peter De Cat⁠(d). 
Obiectul prezintă o orbită caracterizată de o semiaxă mare de 2,5211081920383 UAi, o excentricitate de 0,16, o înclinație de 7,2 ° în raport cu ecliptica.